# Leucauge mahabascapea
Leucauge mahabascapea là một loài nhện trong họ Tetragnathidae.
Loài này thuộc chi Leucauge. Leucauge mahabascapea được miêu tả năm 1995 bởi Barrion & Litsinger.